# Mario Casariego y Acevedo

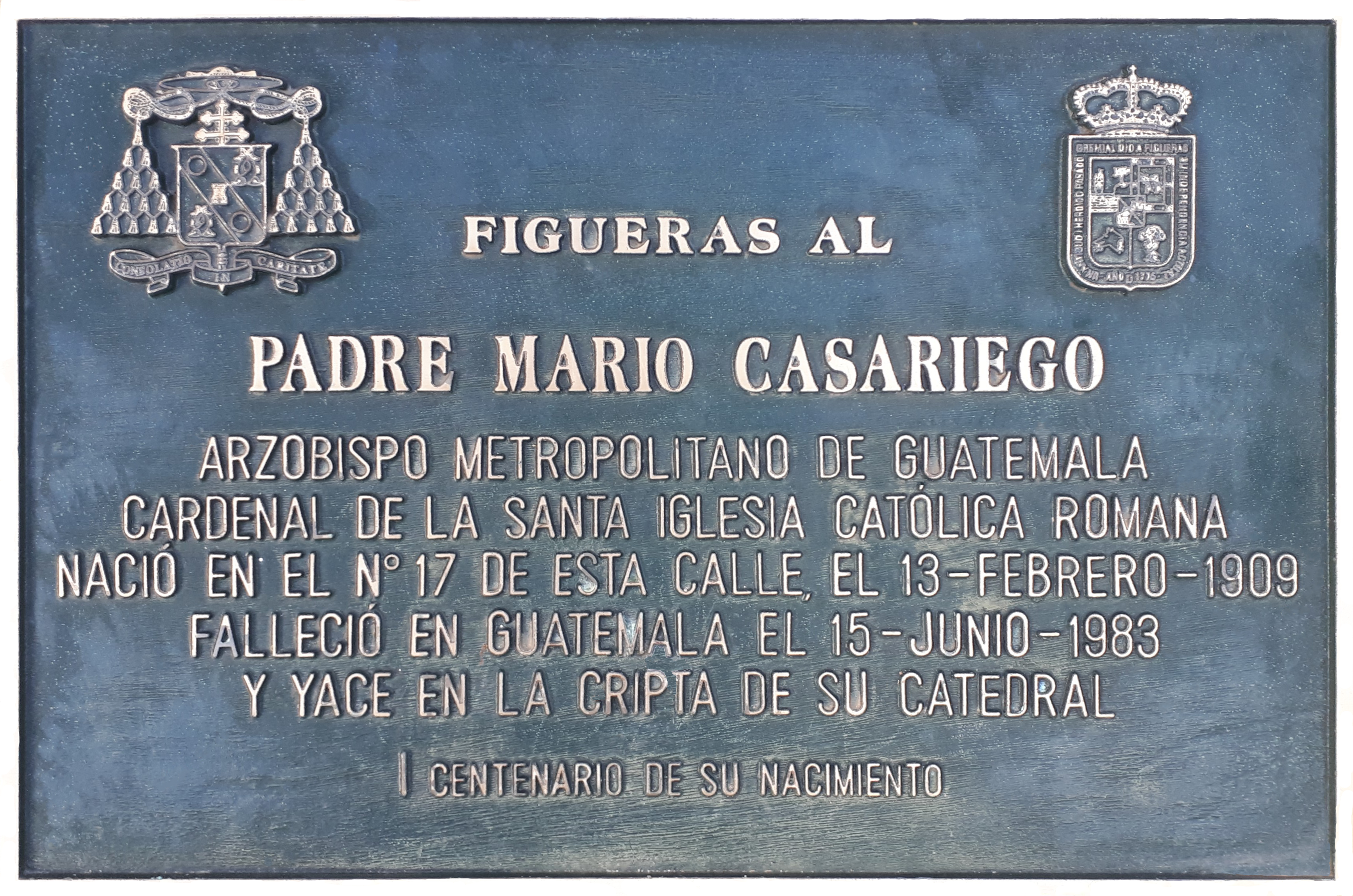
Figueras, Castropol.

Mario Casariego y Acevedo, CRS (13 de fevereiro de 1909 - 15 de junho de 1983) foi um cardeal guatemalteco nascido na Espanha, da Igreja Católica Romana . Ele serviu como arcebispo da Cidade da Guatemala de 1964 até sua morte, e foi elevado ao cardinalato em 1969.

## Biografia
Mario Casariego y Acevedo nasceu em Castropol para Mario e Ágata (née Acevedo) Casariego. Ingressou no Clerics Regular de Somasca , mais conhecido como os Padres Somascos, em 1924, e fez sua profissão em 3 de outubro de 1930. Casariego estudou nas casas de estudos somascas em Bergamo e Gênova e no seminário teológico Somasco em San Salvador. .
Foi ordenado ao sacerdócio em 19 de julho de 1936 e depois fez o trabalho pastoral no Instituto La Ceiba, em San Salvador, até 1948, de onde se tornou reitor . De 1954 a 1957, Casariego atuou como conselheiro de sua ordem religiosa . Ele também foi seu superior provincial da América Central de 1957 a 1958.
Em 15 de novembro de 1958, Casariego foi nomeado Bispo Auxiliar da Cidade da Guatemala e Bispo Titular de Pudentiana pelo Papa Pio XII . Ele recebeu sua consagração episcopal em 27 de dezembro do próprio Papa João, com os Bispos Girolamo Bortignon , OFM Cap e Gioacchino Muccin servindo como co-consagradores , na Basílica de São Pedro . Casariego mais tarde participou do Concílio Vaticano II de 1962 a 1965, durante o qual foi promovido a Arcebispo Coadjutor da Cidade da Guatemala e Arcebispo Titular dePerge em 22 de setembro de 1963. Ele sucedeu o falecido Mariano Rossell y Arellano como arcebispo da Cidade da Guatemala em 12 de dezembro de 1964. Casariego foi sequestrado por vários dias por um grupo terrorista (extremistas de direita de um grupo de extermínio que queria culpar guerrilheiros esquerdistas guatemaltecos). Março de 1968
O Papa Paulo VI criou-o Cardeal Sacerdote de S. Maria em Aquiro no consistório de 28 de abril de 1969; Casariego foi o primeiro cardeal da Guatemala . Ele foi um dos cardeais eleitores que participaram dos conclaves de agosto e outubro de 1978 , que selecionaram os papas João Paulo I e João Paulo II, respectivamente.
O cardeal foi um ardente defensor do regime autoritário de Guatemala , tanto que seu automóvel foi acompanhada por uma patrulha de rádio e dois guardas motocicleta armados. Em resposta ao assassinato de muitos padres politicamente ativos , Casariego disse que não conhecia nenhum clero assassinado em seu país, onde a maioria dos relatos afirmou que havia pelo menos dez. Além disso, ele também afirmou: "Se você misturar na política, você recebe o que você merece."
O Cardeal Casariego morreu na Cidade da Guatemala, aos 74 anos de idade. Ele está enterrado na catedral metropolitana do mesmo.